# كولن سوتون
كولن سوتون (بالإنجليزية: Colin Sutton) هو ضابط شرطة بريطاني، ولد في 6 ديسمبر 1938، وتوفي في 26 مارس 2004.